# Joyce Dopkeenová
Joyce Dopkeenová (nepřechýleně Joyce Dopkeen; 23. října 1942 – 31. ledna 2023) byla americká fotografka. Byla první ženou, která pracovala jako fotografka na plný úvazek pro The New York Times. V roce 1974 obdržela cenu Front Page Award za nejlepší fotografii za svůj „snímek odcházejícího starosty Lindsaye, jak nalévá šampaňské na hlavy svých pobočníků“.

## Životopis
Dopkeenová se stala průkopnicí v oblasti fotografie zpravodajství, když v roce 1973 jako první žena získala plný pracovní úvazek jako fotografka pro The New York Times. Tím započala 35 let dlouhou kariéru v tomto prestižním periodiku. Během své kariéry Joyce Dopkeenová zachytila mnoho významných událostí a osobností. Její fotografie dokumentovaly politické události, kulturní události, sportovní události a další důležité okamžiky. Její práce byla oceněna a uznána jak v rámci novinářského prostředí, tak i ve fotografické komunitě. Joyce Dopkeenová se stala inspirací pro další generace fotografů a fotografek a její přínos k rozvoji ženského pohledu ve fotografii je nepopiratelný. Její práce přispěla k rozšíření a diverzifikaci oblasti novinářské fotografie a otevřela cestu pro další ženy, které se chtějí věnovat tomuto oboru.

## Dědictví
Archivy Dopkeenové jsou uloženy ve speciálních sbírkách Boston Globe Library.